# Jüri Müür

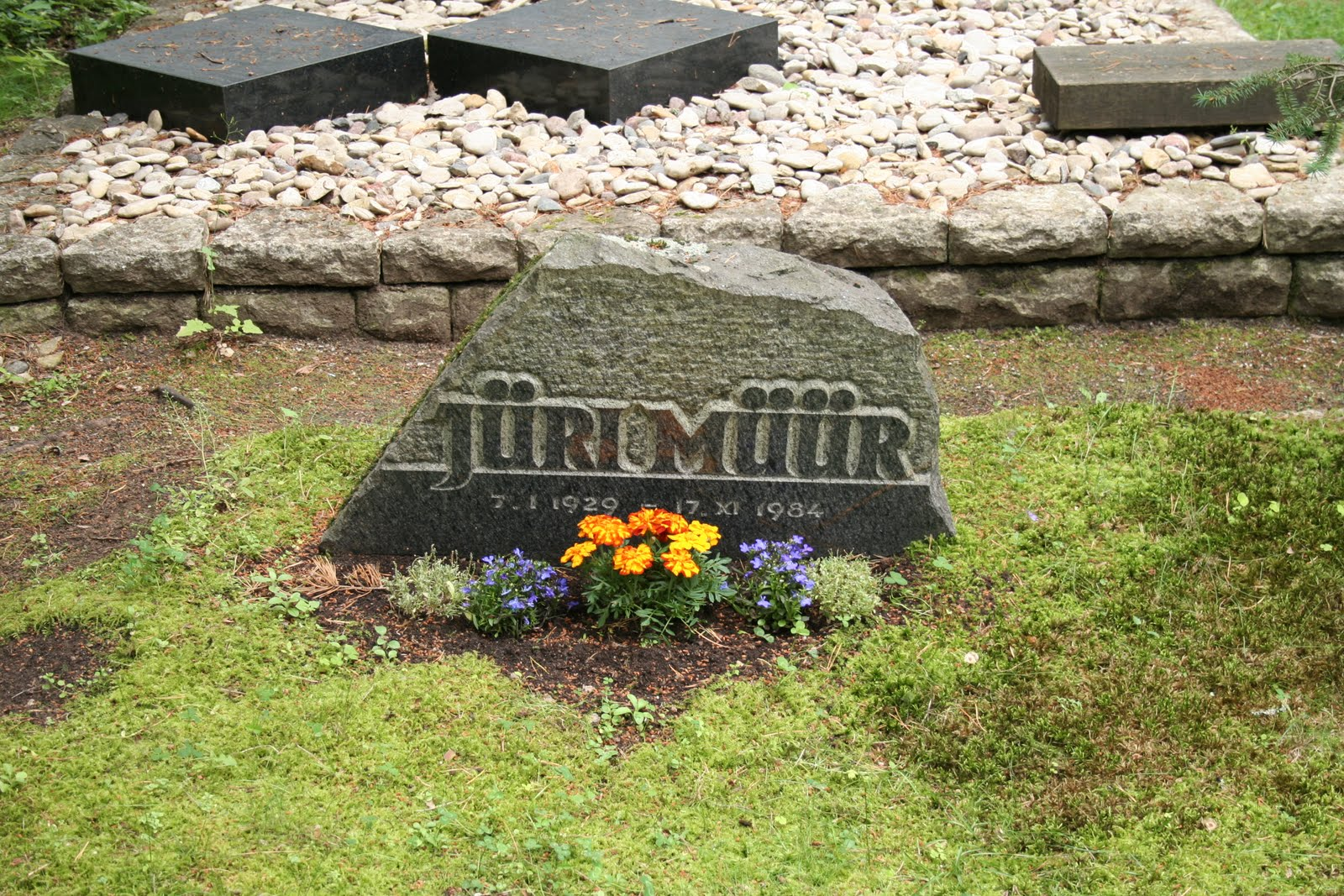
Das Grab von Jüri Müür im gesonderten Bereich der Estnischen Kinovereinigung auf dem Pärnamäe-Friedhof von Tallinn

Jüri Müür (* 7. Januar 1929 in Tartu, Republik Estland; † 17. November 1984 in Tallinn, Estnische SSR) war ein estnischer Filmregisseur und Drehbuchautor.

## Leben
Jüri Müür schloss 1960 sein Regiestudium am Staatlichen Allunions-Institut für Kinematographie (WGIK) in Moskau ab. Anschließend war er bis zu seinem Tod als Filmregisseur in Estland aktiv. Von 1960 bis 1972 sowie von 1975 bis 1984 war er bei der staatlichen sowjetestnischen Produktionsgesellschaft Tallinnfilm beschäftigt. Von 1972 bis 1975 arbeitete er bei der Filmproduktionsfirma des staatlichen estnischen Fernsehens, Eesti Telefilm.
Jüri Müür führte Regie bei zahlreichen estnischen Spielfilmen und Dokumentarfilmen der 1960er und 1970er Jahre. Daneben schrieb er Drehbücher für Animations- und Dokumentarfilme. Gelegentlich war Müür selbst als Schauspieler zu sehen.

## Filmografie (Auswahl)

### Spielfilme
- 1961: Ühe küla mehed
- 1964: Põrgupõhja uus Vanapagan (gemeinsam mit Grigori Kromanov)
- 1966: Kirjad Sõgedate külast
- 1968: Inimesed sõdurisinelis
- 1978: Der Skorpion (Reigi õpetaja)

### Dokumentarfilme
- Leelo (1969; die Originalfassung Müürs über das Jubiläums-Sängerfest konnte erst 2007 gezeigt werden[2])
- Võõras higi (1973)
- Läbi halli kivi (1975, gemeinsam mit seinem Onkel, dem estnischen Journalisten und Autor Märt Müür)
- Künnimehe väsimus (1982, gemeinsam mit dem Regisseur Enn Säde)
- Kus kasvavad kivid (1983, gemeinsam mit Enn Säde)
- Maa kivid (1983, gemeinsam mit Enn Säde)